# Mutulasrivier
Mutulasrivier (Zweeds – Fins: Mutulasjoki) is een rivier annex beek, die stroomt in de Zweedse  gemeente Kiruna. De rivier ontstaat op de hellingen van de bergen Koutta en Nuortapori. Ze stroomt naar het oosten en geeft haar water af aan een moeras aan de westoevers van het Kelottimeer. Een duidelijke monding is er niet. Ze is circa  twee kilometer lang.
Afwatering: Mutulasrivier → (Kelottimeer) →  Könkämärivier →  Muonio → Torne → Botnische Golf